# Teodosia (esposa de León V)
Teodosia (c. 755 - fallecida después de diciembre del 820) fue la emperatriz bizantina consorte por su matrimonio con el emperador León V el Armenio.

## Biografía
El nombre y el rango de su padre, de nombre Arsaber, fueron registrados tanto por José Genesio como por la crónica Teófanes Continuatus, una continuación de los escritos originales de Teófanes el Confesor escrita tras su fallecimiento. Se desconoce el nombre de la madre de Teodosia.
Su padre había liderado una rebelión fallida contra el emperador Nicéforo I en el año 808. Según el historiador escocés George Finlay (1799-1875), en ese año, "se formó realmente una conspiración para colocar a Arsaber en un patricio, que ocupaba el cargo de questor, o ministro de legislación, en el trono. Aunque Arsaber era de una familia armenia, muchas personas de rango se aliaron con él; sin embargo, Nicéforo solo confiscó sus propiedades y lo obligó a abrazar la vida monástica".
El nombre de su padre indica que Teodosia tenía orígenes armenios; sin embargo, se desconocen los nombres de sus antepasados. Las teorías genealógicas sugieren una ascendencia procedente de la familia Camsaracano.
Teodosia se casó con León V el Armenio, quien era un estratego durante el mandato de Nicéforo. Su apoyo al emperador contra la revuelta de Bardanes el Turco fue decisivo para la victoria del primero. León logró ascender al trono tras la abdicación al trono de Miguel I Rangabé, en el 813.
Teodosia es la única esposa de León mencionada por fuentes primarias. Sin embargo, una interpretación del texto del Teófanes Continuatus deja entendible que León se habría casado con una hija del hombre contra el que hizo la guerra, Bardanes. Otra interpretación que convertiría a León en cuñado de Tecla, primera esposa de Miguel II, quien le sucedería en el trono imperial. El profesor inglés Warren Treadgold, por ejemplo, usa esta teoría en su obra The Byzantine Revival 780–842 (1988).
José Genesio registró que Procopia, esposa del emperador Miguel I Rangabé, se refirió a su sucesora Teodosia como "Barca". Treatgold, por su parte, llegó a sugerir que este era el nombre real de la primera esposa de León, lo que significaría que Teodosia se casó con León una vez que él ya era emperador. Sin embargo, la palabra también es la palabra griega para "barco", lo que sugiere que era solo un apodo burlón para referirse a Teodosia.
Cualquiera que fuera su condición de esposa, Teodosia era la emperatriz cuando León V fue asesinado en la Navidad de 820. Miguel II subió al trono y exilió a Teodosia y a sus hijos a la isla de Proti. El historiador bizantino Juan Zonaras registra que no fueron obligados a hacer votos monásticos. En cambio, se les permitió heredar parte de la propiedad personal de León V y los ingresos asociados. También pudieron tener sus propios asistentes. Teodoro Estudita envió una carta a la emperatriz depuesta en algún momento entre 821 y su propia muerte, ocurrida en el 826.